# Хоэнтенген (Верхняя Швабия)
Хоэнтенген (нем. Hohentengen) — община в Германии, в земле Баден-Вюртемберг.
Подчиняется административному округу Тюбинген. Входит в состав района Зигмаринген. Население составляет 4359 человек (на 31 декабря 2010 года). Занимает площадь 36,56 км².
Коммуна подразделяется на 8 сельских округов.